# Antonietta Meo
Antonietta Meo (ur. 15 grudnia 1930 w Rzymie, zm. 3 lipca 1937 w Rzymie) – włoska, niespełna siedmioletnia dziewczynka, Czcigodna Służebnica Boża pretendująca do zostania najmłodszą błogosławioną niemęczennicą Kościoła katolickiego.

## Życiorys

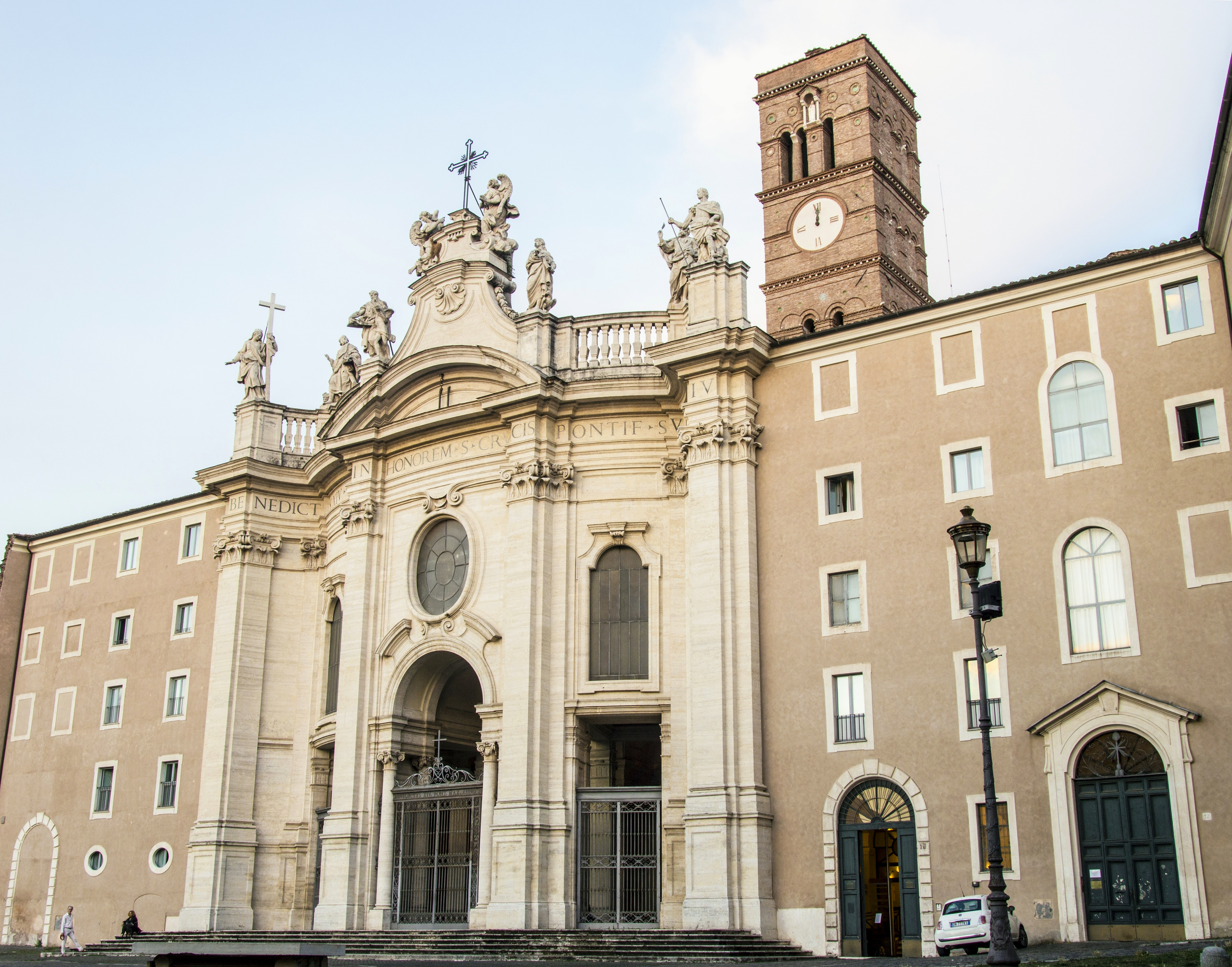
Bazylika Świętego Krzyża z Jerozolimy w Rzymie, gdzie obecnie znajduje się grób Antonietty Meo

Antonietta Meo przyszła na świat w rzymskiej rodzinie o głębokich tradycjach religijnych. Jej rodzice codziennie uczestniczyli w Eucharystii i modlili się wspólnie z dziećmi. Pewnego dnia dziewczynka rozbiła kolano w zabawie, lekarze najpierw zbagatelizowali uraz, a później zdiagnozowali nowotwór: kostniakomięsak. Amputacja lewej nogi nie zatrzymała choroby. Dziecko zmarło niespełna dwa lata później.
Antonietta, nazywana w domu Nennoliną, pisała listy do Boga Ojca, Jezusa, Matki Bożej, Trójcy Świętej, do Anioła Stróża i do Ducha Świętego. W ciągu swojego krótkiego życia napisała ich ponad 160. 105 z nich stało się przedmiotem badań teologów, według których są one dowodem wyjątkowego mistycyzmu dziecka. Listy Antonietty nie są wolne od błędów m.in. gramatycznych, ale specjaliści podkreślają, że są one dowodem dojrzałości duchowej dziewczynki. Dlatego niespełna siedmioletnia Antonietta zaliczana jest do grona największych mistyków. W listopadzie 2008 roku biskup José Luis Redrado Marchite, sekretarz Papieskiej Rady Duszpasterstwa Pracowników Służby Zdrowia, zasugerował, że dziewczynka może zostać Doktorem Kościoła. Korespondencja Antonietty ukazała się drukiem w Wydawnictwie Paulistów w Rzymie pod tytułem Listy Nennoliny (org. wł. „Le lettere di Nennolina”).
Jak wspomina jej siostra Małgorzata, Antonietta była czasem niegrzeczna, ale zawsze pełna miłości do Jezusa. Po wypadku nadal była radosna i chciała ofiarować swoje cierpienia dla zbawienia świata.
Antonietta zmarła w sobotę, w dzień poświęcony Matce Bożej, 3 lipca 1937 r. W 1999 r. trumna z ciałem zmarłej została przeniesiona z cmentarza Verano do bazyliki Świętego Krzyża Jerozolimskiego w Rzymie. Przy jej grobie modlą się wierni z całego świata. Za jej wstawiennictwem dokonało się uzdrowienie, które jest obecnie weryfikowane w procesie beatyfikacyjnym.

## Proces beatyfikacyjny
W 1942 rozpoczął się proces beatyfikacyjny Antonietty, który zakończono w 1972. Wówczas jednak Kościół nie dopuszczał beatyfikacji dzieci, które nie zmarły męczeńską śmiercią. W 1981 roku Kongregacja ds. Beatyfikacji i Kanonizacji uchyliła ten nieformalny zakaz, a 18 grudnia 2007 roku, papież Benedykt XVI podpisał dekret o heroiczności cnót Antonietty Meo.

## Publikacje książkowe dotyczące służebnicy Bożej
- Luigi Borriello: Prostota serca – Antonina Meo (Nennolina). Księgarnia św. Jacka, 2006. ISBN 83-7030-490-7. Brak numerów stron w książce
- Joanna Wilkońska: Nennolina. Światełko Jezusa. Kraków: eSPe, 2010. ISBN 978-83-7482-373-9. Brak numerów stron w książce
- Maria Meo: Nennolina – sześcioletnia mistyczka. Świadectwo matki. Kraków: eSPe, 2008. ISBN 978-83-7482-222-0. Brak numerów stron w książce
- Vanzan Piersandro: Antonietta Meo. Nennolina. Wydawnictwo Elledici, 2008. ISBN 978-88-01-04086-9. (wł.). Brak numerów stron w książce
- Natalia Pochwała: Sześcioletnia Antonina Meo - mistyczka dojrzała. Dojrzałość psychiczna i duchowa mistyczki Antoniny Meo w świetle analizy jej pism, Franciszkańskie Wydawnictwo św. Antoniego, Wrocław 2016, ISBN 978-83-63084-96-7.